# Moriz Haupt

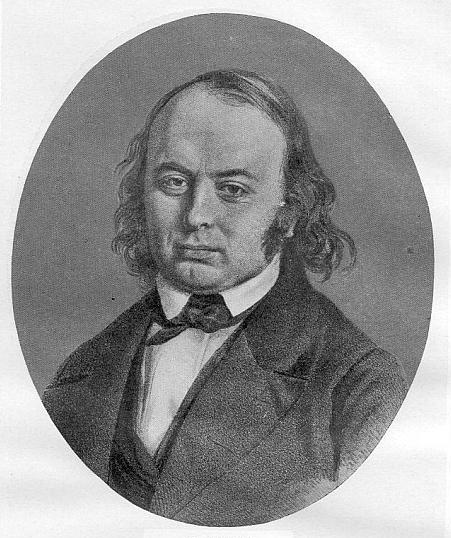
Moriz Haupt

Rudolph Friedrich Moriz Haupt (* 27. Juli 1808 in Zittau; † 5. Februar 1874 in Berlin) war ein deutscher klassischer Philologe und Germanist.

## Leben

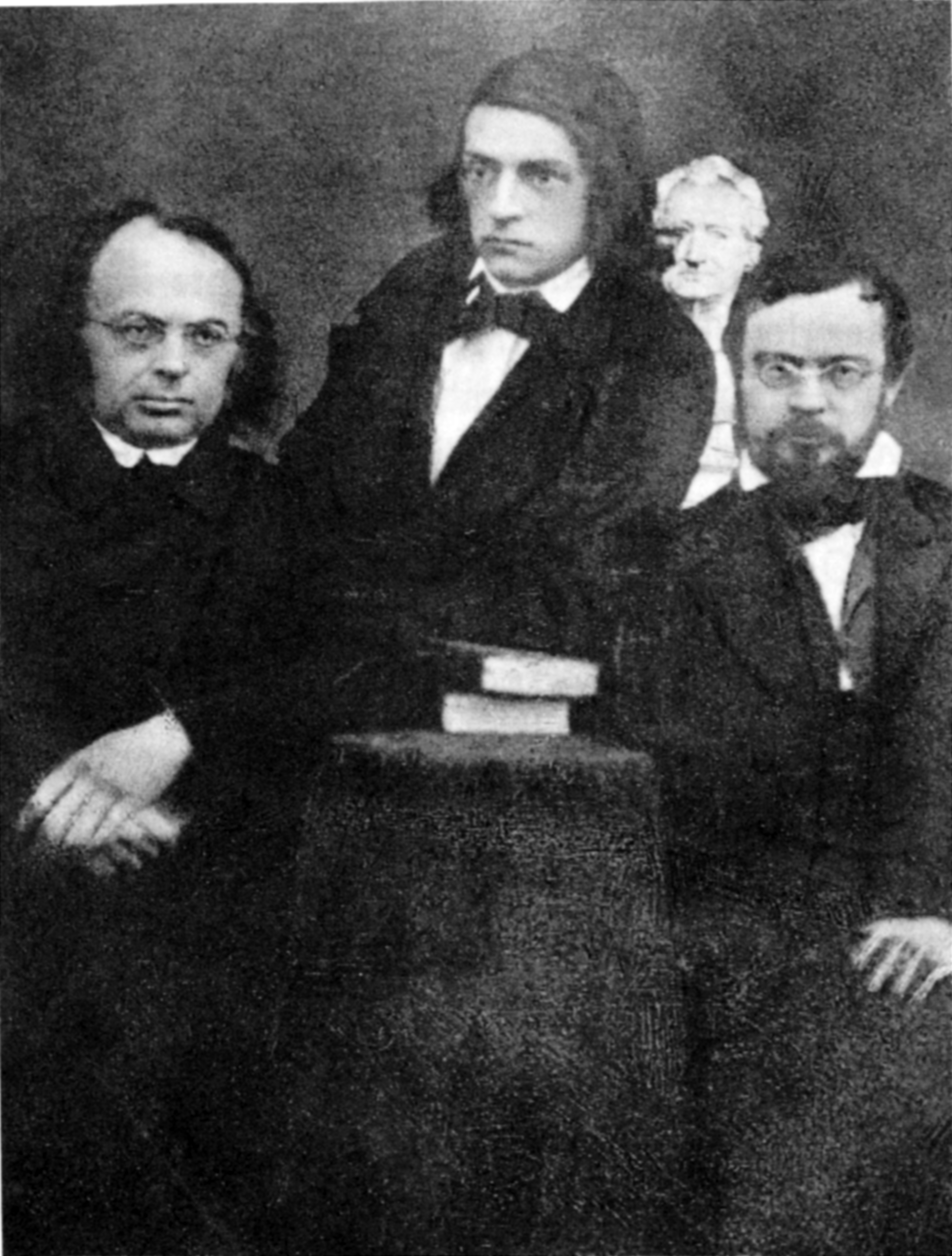
Moriz Haupt (links) mit Theodor Mommsen und Otto Jahn. Daguerreotypie, Leipzig 1848.

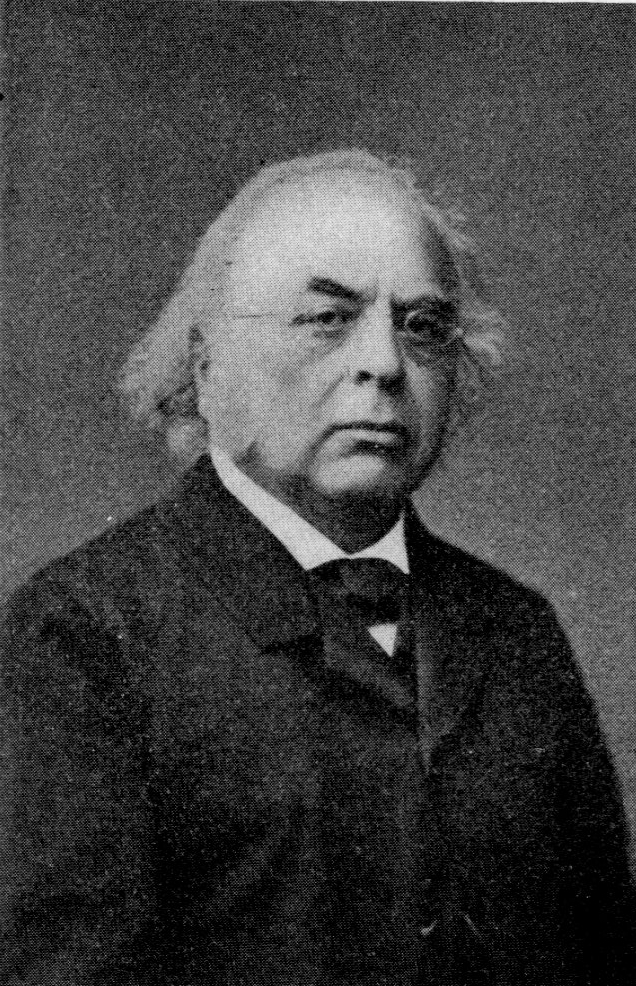
Moriz Haupt in späteren Jahren

Moriz Haupt wuchs in Zittau auf, wo sein Vater Ernst Friedrich bis 1832 Bürgermeister war und sich als Herausgeber der Jahrbücher des Zittauischen Stadtschreibers Johannes von Guben (Görlitz 1837) sowie als Übersetzer Goethescher Gedichte und deutscher Kirchenlieder ins Lateinische (Carmina Goethii, Leipzig 1841, und Hymni sacri, Leipzig 1842) einen Namen machte. Er erhielt bis zu seinem 13. Lebensjahr von seinem Vater Unterricht und besuchte von 1821 bis 1826 das Gymnasium in Zittau. Von 1826 bis 1830 studierte er an der Universität Leipzig Klassische Philologie bei Gottfried Hermann und wurde 1831 promoviert. Anschließend lebte er bis 1837 bei seinem kranken Vater in Zittau, unterbrochen durch Reisen nach Wien und Berlin im Jahr 1834. Die in Berlin geschlossene Freundschaft mit Karl Lachmann war prägend für seine weitere Entwicklung. Von 1830 bis 1837 baute er seine Kenntnisse in Griechisch, Latein, Deutsch, Böhmisch, Altfranzösisch und Provenzalisch aus. 1837 habilitierte er sich in Leipzig mit einer Arbeit über Catull und wurde Privatdozent, 1841 außerordentlicher, 1843 ordentlicher Professor des für ihn neu gegründeten Lehrstuhls für deutsche Sprache und Literatur.
1842 heiratete er Louise Hermann, die Tochter seines akademischen Lehrers und Kollegen Gottfried Hermann.
Nach der Märzrevolution von 1848 wurde er mit Theodor Mommsen und Otto Jahn wegen seiner Beteiligung an dem Aufstand vor Gericht gestellt. Er wurde zwar freigesprochen vom Vorwurf des Aufruhrs, nicht jedoch von jeglicher Schuld, wie auch Mommsen und Jahn. 1851 wurde er durch den Senat der Universität Leipzig seines Amtes enthoben und lebte als Privatgelehrter in Leipzig, bis er 1853 auf Karl Lachmanns Lehrstuhl für römische Literatur nach Berlin an die Friedrich-Wilhelms-Universität berufen wurde. Seit 1861 auch ständiger Sekretär der Akademie der Wissenschaften, starb er in Berlin am 5. Februar 1874 an einem Herzschlag.
Für Gustav Freytags Roman Die verlorene Handschrift ist Haupt das Vorbild des „Professor Werner“.
Haupt war einer der wichtigsten Gründungsväter der Germanistik. Für seine zahlreichen mittelhochdeutschen Editionen übernahm er die textkritische Methode Lachmanns. Die älteste noch existierende germanistische Fachzeitschrift, die Zeitschrift für deutsches Altertum, ist 1841 von ihm begründet worden. Voraus ging mit Hoffmann von Fallersleben die Sammlung Altdeutsche Blätter (Leipzig 1836–40, 2 Bände). Zu Haupts Schülern gehörten die Philologen Christian Belger, Karl Lucae, Lucian Müller, Ulrich von Wilamowitz-Moellendorff und Friedrich Zarncke.

## Schriften
Auf das klassische Altertum beziehen sich:
- Quaestiones Catullianae (Leipzig 1837)
- Observationes criticae (Leipzig 1841)
- De carminibus bucolicis Calpurnii et Nemesiani (Berlin 1854)

sowie die Ausgaben:
- der Halieutica Ovids
- der Cynegetica des Gratius und Nemesianus (Leipzig 1838)
- des Epicedion Drusi (Leipzig 1850)
- des Horaz (Leipzig 1851; 4. Aufl. von Vahlen, 1882)
- des Catull, Tibull, Properz (Leipzig 1853; 5. Aufl. von Vahlen, 1885)
- der Metamorphosen des Ovid (Band 1, Berlin 1853; 7. Aufl. von H. I. Müller, 1885; Band 2 von Korn, 1876);

in der von ihm 1848 mit Sauppe begründeten Weidmannschen Sammlung griechischer und römischer Schriftsteller mit deutschen Anmerkungen, weiterhin
- der Germania des Tacitus (Berlin 1855) und des Vergil (Leipzig 1858, 2. Aufl. 1874).

In seinen kleineren Schriften
- Opuscula, gesammelt von U. v. Wilamowitz-Moellendorff, (Leipzig 1875–77, 3 Bde.; Nachdruck Hildesheim 1967)

hat Haupt meist überzeugende, immer beachtenswerte Konjekturen für fast die gesamte griechische und lateinische Literatur beigesteuert. Aus dem Nachlass seines 1848 verstorbenen Schwiegervaters Gottfried Hermann gab er zwei Arbeiten heraus:
- Bion und Moschos (Leipzig 1849), sowie den
- Äschylos (Leipzig 1852, 2 Bde.; 2. Aufl. 1859)

heraus.
Aus seinen Beiträgen zur Etymologie sei sein Erklärungsversuch für die Herkunft des Wortes Fidibus erwähnt, siehe dort.
Für die Literatur des deutschen Mittelalters lieferte er Ausgaben:
- des Erec von Hartmann von Aue (Leipzig 1839, 2. Aufl. 1871)
- des Guten Gerhard von Rudolf von Ems (Leipzig 1840)
- der Lieder und Büchlein und des Armen Heinrich von Hartmann von Aue (Leipzig 1842)
- des Engelhard von Konrad von Würzburg (Leipzig 1844)
- des Winsbeke (Leipzig 1845)
- der Lieder Gottfrieds von Neifen (Leipzig 1851)
- der Lieder Neidharts (Leipzig 1858),
- des Moriz von Craon (Berlin 1871).

Als Herausgeber oder Mitherausgeber besorgte er:
- Lachmanns Ausgabe der ältesten mittelhochdeutschen Lyriker (Des Minnesangs Frühling, Leipzig 1857; 38. Aufl. von Tervooren, 1988)
- die 3. und 4. Auflage von Lachmanns Ausgabe der Nibelungen (Berlin 1852 u. 1867) und
- die Gedichte Walthers von der Vogelweide (Berlin 1853 u. 1864).

Von seinen Studien zu den romanischen Sprachen geben Zeugnis die aus seinem Nachlass von Tobler veröffentlichten:
- Französischen Volkslieder (Leipzig 1877).